# Wild Hogs
Wild Hogs (bra: Motoqueiros Selvagens; prt: Porcos e Selvagens) é um filme norte-americano de 2007 do gênero comédia de aventura dirigido por Walt Becker.

## Elenco
- Tim Allen como Dr. Doug Madsen
- John Travolta como Woody Stevens
- Martin Lawrence como Bobby Davis
- William H. Macy como Dudley Frank
- Marisa Tomei como Maggie
- Jill Hennessy como Kelly Madsen
- Ray Liotta como Jack Blade
- Kevin Durand como Red
- M. C. Gainey como Murdock
- Dominic Janes como Billy Madsen
- Tichina Arnold como Karen Davis
- Drew Sidora como Haley Davis
- Stephen Tobolowsky como Sheriff Charley
- Jason Sklar como Deputado Earl Dooble
- Randy Sklar como Deputado Buck Dooble
- John C. McGinley como Hawk
- Peter Fonda como Damien Blade
- Kyle Gass como Ele Mesmo

## Recepção

### Resposta da crítica
No Rotten Tomatoes, o filme tem um índice de aprovação de 14% com base em 145 resenhas com nota média de 4,00/10. O consenso crítico do site diz: “Wild Hogs é uma combinação terrível de piadas de peixe fora d'água, pastelão e estereótipos preguiçosos.” No Metacritic, o filme tem uma pontuação de 27 em 100 com base nas críticas de 29 críticos, indicando “críticas geralmente desfavoráveis”. O público consultado pelo CinemaScore deu ao filme uma nota média de “B+” em uma escala de A+ a F.